# بوهمت
بوهمت (به آلمانی: Bohmte) یک شهر در آلمان است که در اوسنابروک واقع شده‌است. بوهمت ۱۳٬۳۱۵ نفر جمعیت دارد.

## خواهرخوانده
شهرهای Bolbec و گوتسکو خواهرخوانده‌های بوهمت هستند.